# Lophuromys cinereus
Lophuromys cinereus — вид гризунів родини мишевих (Muridae).

## Таксономічні примітки
Таксон відокремлено від L. aquilus.

## Морфологічна характеристика
Дрібний гризун з довжиною голови й тулуба від 110 до 129 мм, довжиною хвоста від 65 до 74 мм, довжиною лап від 20 до 24.5 мм, довжиною вуха від 17 до 20.5 мм і вагою до 56 г.
Волосяний покрив грубо-рябий. Спинна частина коричнево-сіра з сірою основою волосся, а черевна частина світло-сіра чи коричнево-сіра, іноді з великою білуватою плямою на грудях. Ноги чорнувато-сірі. Хвіст становить приблизно половину довжини голови і тіла, він темний, покритий короткими чорнуватими щетинками зверху і сіруватим знизу.

## Спосіб життя
Це наземний вид. Харчується членистоногими, молюсками та частинами рослин.

## Поширення
Ендемік ДР Конго. Цей вид відомий лише в околицях національного парку Кахузі-Бієга, поблизу озера Ківу, у центрально-східній частині Демократичної Республіки Конго. Мешкає на гірських болотах і галявинах з переважанням дерев Hagenia abyssinica та Kotschya africana між 2275 і 2350 метрів над рівнем моря.